# 徳光彰二
徳光 彰二（とくみつ しょうじ、1940年6月11日 - 2023年2月24日）は、日本の実業家、銀行家。元中京テレビ放送代表取締役社長、会長、東海銀行（現・三菱UFJ銀行）会長。

## 来歴・人物
兵庫県出身。1964年に東京大学法学部を卒業し、同年に東海銀行に入行、副社長を務めたのち1998年に藤和不動産（現・三菱地所レジデンス）に代表取締役社長として出向。1999年に副頭取として東海銀行に復帰。2000年東海銀行取締役会長。2002年より中京テレビ放送代表取締役副社長、2003年より代表取締役社長に就任。2004年UFJセントラルリース監査役。2007年三菱UFJリース監査役。2013年から2019年までは中京テレビ放送代表取締役会長。
2023年2月24日、死去。82歳没
なお、中京テレビのキー局である日本テレビ元アナウンサーでタレントの徳光和夫及びその次男で同じくタレントの徳光正行の親子と女装家のミッツ・マングローブ（本名：徳光修平で、和夫の甥、正行の従兄弟）、並びに中京テレビの系列局である福島中央テレビアナウンサーの徳光雅英との縁戚関係は無い。